# Daniel Naroditsky
Daniel Naroditsky (ur. 9 listopada 1995 w San Mateo w stanie Kalifornia) – amerykański szachista, arcymistrz od 2013 roku.

## Kariera szachowa
W szachy gra od 6. roku życia. Wielokrotnie reprezentował Stany Zjednoczone w mistrzostwach świata juniorów w różnych kategoriach wiekowych, największy sukces odnosząc w 2007 w Kemerze, gdzie zdobył złoty medal mistrzostw świata juniorów do 12 lat. W latach 2006–2013 corocznie notowany był na 1. miejscu w swoich kategoriach wiekowych, wśród amerykańskich juniorów. W 2013 zdobył w Saint Louis tytuł mistrza Stanów Zjednoczonych juniorów.
Sukcesy w turniejach międzynarodowych:
- 2005 – Reno (Far West Open, turniej B) – I m.,
- 2006 – Agoura Hills (Western Class Championship) – I m.,
- 2008 – Reno (Far West Open) – dz. II-V m.,
- 2009 – Concord (Western Chess Congress) – I m.,
- 2010 – Budapeszt (First Saturday– FS07 GM) – I m., Irvine (U.S. Open) – dz. II-V m.,
- 2011 – Lubbock (Spice Cup) – dz. I-II m. (wspólnie z Davorinem Kuljaševiciem(inne języki)), Benasque (XXXI Open Villa de Benasque) – zdobycie pierwszej normy arcymistrzowskiej,
- 2012 – Filadelfia (Philadelphia Open) – dz. I-II m. (wspólnie z Fidelem Corralesem Jiménezem), zdobycie drugiej normy arcymistrzowskiej,
- 2013 – Benasque (XXXIII Open Villa de Benasque) – zdobycie trzeciej normy arcymistrzowskiej,
- 2014 – Santa Clara (dz. I m. wspólnie z Antonem Kowalowem, Samuelem Shanklandem, Bartłomiejem Macieją, Wei Yi i Darwinem Yangiem)[2], Cieplice (II m. za Hrantem Melkumianem)[3].

Najwyższy ranking w dotychczasowej karierze osiągnął 1 maja 2017, z wynikiem 2647 punktów.

## Wybrane publikacje
- 2010 – Mastering Positional Chess: Practical Lessons of a Junior World Champion, New in Chess, ISBN 90-5691-310-7
- 2012 – Mastering Complex Endgames: Practical Lessons on Critical Ideas & Plans, New in Chess, ISBN 978-9056914059